# Grand Prix Europy 1994
Grand Prix Europy 1994 (oryg. Gran Premio de Europa) – 14. runda Mistrzostw Świata Formuły 1 w sezonie 1994, która odbyła się 16 października 1994, po raz pierwszy na torze Circuito Permanente de Jerez.
39. Grand Prix Europy, piąte zaliczane do Mistrzostw Świata Formuły 1.

## Wyniki

### Kwalifikacje
| P                       | Nr | Kierowca               | Konstruktor(-silnik) | Opony | Czas     | Odstęp   | Strata   |
| ----------------------- | -- | ---------------------- | -------------------- | ----- | -------- | -------- | -------- |
| 1                       | 5  | Michael Schumacher     | Benetton-Ford        | G     | 1:22.762 | -        | -        |
| 2                       | 0  | Damon Hill             | Williams-Renault     | G     | 1:22.892 | 0:00.130 | 0:00.130 |
| 3                       | 2  | Nigel Mansell          | Williams-Renault     | G     | 1:23.392 | 0:00.500 | 0:00.630 |
| 4                       | 30 | Heinz-Harald Frentzen  | Sauber-Mercedes      | G     | 1:23.431 | 0:00.039 | 0:00.669 |
| 5                       | 14 | Rubens Barrichello     | Jordan-Hart          | G     | 1:23.455 | 0:00.024 | 0:00.693 |
| 6                       | 28 | Gerhard Berger         | Ferrari              | G     | 1:23.677 | 0:00.222 | 0:00.915 |
| 7                       | 25 | Johnny Herbert         | Ligier-Renault       | G     | 1:24.040 | 0:00.363 | 0:01.278 |
| 8                       | 10 | Gianni Morbidelli      | Footwork-Ford        | G     | 1:24.079 | 0:00.039 | 0:01.317 |
| 9                       | 7  | Mika Häkkinen          | McLaren-Peugeot      | G     | 1:24.122 | 0:00.043 | 0:01.360 |
| 10                      | 15 | Eddie Irvine           | Jordan-Hart          | G     | 1:24.157 | 0:00.035 | 0:01.395 |
| 11                      | 26 | Olivier Panis          | Ligier-Renault       | G     | 1:24.432 | 0:00.275 | 0:01.670 |
| 12                      | 6  | Jos Verstappen         | Benetton-Ford        | G     | 1:24.643 | 0:00.211 | 0:01.881 |
| 13                      | 3  | Ukyō Katayama          | Tyrrell-Yamaha       | G     | 1:24.738 | 0:00.095 | 0:01.976 |
| 14                      | 4  | Mark Blundell          | Tyrrell-Yamaha       | G     | 1:24.770 | 0:00.032 | 0:02.008 |
| 15                      | 8  | Martin Brundle         | McLaren-Peugeot      | G     | 1:25.110 | 0:00.340 | 0:02.348 |
| 16                      | 27 | Jean Alesi             | Ferrari              | G     | 1:25.182 | 0:00.072 | 0:02.420 |
| 17                      | 23 | Pierluigi Martini      | Minardi-Ford         | G     | 1:25.294 | 0:00.112 | 0:02.532 |
| 18                      | 29 | Andrea de Cesaris      | Sauber-Mercedes      | G     | 1:25.407 | 0:00.113 | 0:02.645 |
| 19                      | 9  | Christian Fittipaldi   | Footwork-Ford        | G     | 1:25.427 | 0:00.020 | 0:02.665 |
| 20                      | 24 | Michele Alboreto       | Minardi-Ford         | G     | 1:25.511 | 0:00.084 | 0:02.749 |
| 21                      | 12 | Alessandro Zanardi     | Lotus-Mugen-Honda    | G     | 1:25.557 | 0:00.046 | 0:02.795 |
| 22                      | 11 | Éric Bernard           | Lotus-Mugen-Honda    | G     | 1:25.595 | 0:00.038 | 0:02.833 |
| 23                      | 20 | Érik Comas             | Larrousse-Ford       | G     | 1:26.272 | 0:00.677 | 0:03.510 |
| 24                      | 19 | Hideki Noda            | Larrousse-Ford       | G     | 1:27.168 | 0:00.896 | 0:04.406 |
| 25                      | 31 | David Brabham          | Simtek-Ford          | G     | 1:27.201 | 0:00.033 | 0:04.439 |
| 26                      | 32 | Domenico Schiattarella | Simtek-Ford          | G     | 1:27.976 | 0:00.775 | 0:05.214 |
| Nie zakwalifikowali się |    |                        |                      |       |          |          |          |
|                         | 34 | Bertrand Gachot        | Pacific-Ilmor        | G     | 1:29.488 | 0:01.512 | 0:06.726 |
|                         | 33 | Paul Belmondo          | Pacific-Ilmor        | G     | 1:30.234 | 0:00.746 | 0:07.472 |
| P                       | Nr | Kierowca               | Konstruktor(-silnik) | Opony | Czas     | Odstęp   | Strata   |

### Wyścig
| P                 | + / –     | Nr | Kierowca               | Konstruktor       | Opony | Okr. | Czas / Strata | Komentarz       |
| ----------------- | --------- | -- | ---------------------- | ----------------- | ----- | ---- | ------------- | --------------- |
| 1                 | Bez zmian | 5  | Michael Schumacher     | Benetton-Ford     | G     | 69   | 1h40:26.689   |                 |
| 2                 | Bez zmian | 0  | Damon Hill             | Williams-Renault  | G     | 69   | +0:24.689     |                 |
| 3                 | 6         | 7  | Mika Häkkinen          | McLaren-Peugeot   | G     | 69   | +1:09.648     |                 |
| 4                 | 6         | 15 | Eddie Irvine           | Jordan-Hart       | G     | 69   | +1:18.446     |                 |
| 5                 | 1         | 28 | Gerhard Berger         | Ferrari           | G     | 68   | +1 okr.       |                 |
| 6                 | 2         | 30 | Heinz-Harald Frentzen  | Sauber-Mercedes   | G     | 68   | +1 okr.       |                 |
| 7                 | 6         | 3  | Ukyō Katayama          | Tyrrell-Yamaha    | G     | 68   | +1 okr.       |                 |
| 8                 | 1         | 25 | Johnny Herbert         | Ligier-Renault    | G     | 68   | +1 okr.       |                 |
| 9                 | 2         | 26 | Olivier Panis          | Ligier-Renault    | G     | 68   | +1 okr.       |                 |
| 10                | 6         | 27 | Jean Alesi             | Ferrari           | G     | 68   | +1 okr.       |                 |
| 11                | 3         | 10 | Gianni Morbidelli      | Footwork-Ford     | G     | 68   | +1 okr.       |                 |
| 12                | 7         | 14 | Rubens Barrichello     | Jordan-Hart       | G     | 68   | +1 okr.       |                 |
| 13                | 1         | 4  | Mark Blundell          | Tyrrell-Yamaha    | G     | 68   | +1 okr.       |                 |
| 14                | 6         | 24 | Michele Alboreto       | Minardi-Ford      | G     | 67   | +2 okr.       |                 |
| 15                | 2         | 23 | Pierluigi Martini      | Minardi-Ford      | G     | 67   | +2 okr.       |                 |
| 16                | 5         | 12 | Alessandro Zanardi     | Lotus-Mugen-Honda | G     | 67   | +2 okr.       |                 |
| 17                | 2         | 9  | Christian Fittipaldi   | Footwork-Ford     | G     | 66   | +3 okr.       |                 |
| 18                | 4         | 11 | Éric Bernard           | Lotus-Mugen-Honda | G     | 66   | +3 okr.       |                 |
| 19                | 7         | 32 | Domenico Schiattarella | Simtek-Ford       | G     | 64   | +5 okr.       |                 |
| Niesklasyfikowani |           |    |                        |                   |       |      |               |                 |
|                   |           | 2  | Nigel Mansell          | Williams-Renault  | G     | 47   |               | poślizg         |
|                   |           | 31 | David Brabham          | Simtek-Ford       | G     | 42   |               | silnik          |
|                   |           | 29 | Andrea de Cesaris      | Sauber-Mercedes   | G     | 37   |               | przepustnica    |
|                   |           | 20 | Érik Comas             | Larrousse-Ford    | G     | 37   |               | alternator      |
|                   |           | 6  | Jos Verstappen         | Benetton-Ford     | G     | 15   |               | poślizg         |
|                   |           | 19 | Hideki Noda            | Larrousse-Ford    | G     | 10   |               | skrzynia biegów |
|                   |           | 8  | Martin Brundle         | McLaren-Peugeot   | G     | 8    |               | silnik          |
| P                 | + / –     | Nr | Kierowca               | Konstruktor       | Opony | Okr. | Czas / Strata | Komentarz       |

### Najszybsze okrążenie
| Nr | Kierowca           | Konstruktor   | Opony | Czas     | Okr. |
| -- | ------------------ | ------------- | ----- | -------- | ---- |
| 5  | Michael Schumacher | Benetton-Ford | G     | 1:25.040 | 17   |